# Raión de Zhovkva
Zhovka (en ucraniano: Жовківський район) fue un raión o distrito de Ucrania en el óblast de Leópolis. En la reforma territorial de 2020, su territorio fue incluido en el raión de Leópolis.
Comprendía una superficie de 1295 km².
La capital era la ciudad de Zhovkva.

## Demografía
Según estimación 2010 contaba con una población total de 109173 habitantes.

## Otros datos
El código KOATUU es 4622700000. El código postal 80300 y el prefijo telefónico +380 3252.